# Stomatium bolusiae
Stomatium bolusiae är en isörtsväxtart som beskrevs av Schwantes. Stomatium bolusiae ingår i släktet Stomatium och familjen isörtsväxter. Inga underarter finns listade i Catalogue of Life.